# Asura sullia
Asura sullia är en fjärilsart som beskrevs av Swinhoe 1901. Asura sullia ingår i släktet Asura och familjen björnspinnare. Inga underarter finns listade i Catalogue of Life.